# Lijst van wielrenners - R
Dit is een lijst van wielrenners met als beginletter van hun achternaam een R.

## Ra
- Uwe Raab
- Marit Raaijmakers
- Jan Raas (Amstel Gold Raas)
- František Raboň
- Luciano Rabottini
- Thomas Rabou
- Steffen Radochla
- Robert Radosz
- Mia Radotić
- Maurice Raes
- Katia Ragusa
- Bolat Raimbekov
- Giancarlo Raimondi
- Saul Raisin
- Luka Rakuša
- Martin Ramírez
- Javier Ramirez
- Jan Ramsauer
- Viktar Rapinski
- Jonas Rapp
- Gabriel Rasch
- Jesper Rasch
- Patrick Rasch
- Alex Rasmussen
- Jacob Moe Rasmussen
- Michael Rasmussen (Chicken)
- Diana Rast
- Grégory Rast
- Ellis Rastelli
- Eddy Ratti
- Rossella Ratto
- Dominique Rault
- Ivan Ravaioli
- Freddy Ravaleu
- Stéphan Ravaleu
- Yves Ravaleu
- Anthony Ravard

## Re
- Davide Rebellin
- Simone Rebellin
- José Luis Rebollo
- Gaston Rebry
- Morten Birck Reckweg
- Francesco Reda
- Hendrik Redant
- José Antonio Redondo
- Monique van de Ree
- Dirk Reichl
- Robin Neil Reid
- Martin Reimer
- Elmar Reinders
- Emil Reinecke
- Rik Reinerink
- Daniela Reis
- Andris Reiss
- Lena Charlotte Reißner
- Michel Remue
- Jens Renders
- Sergej Renev
- Franck Renier
- Mark Renshaw
- Cees Rentmeester
- Piet Rentmeester
- Sigi Renz
- Petter Renäng
- Alexis Renard
- Kai Reus
- Marlen Reusser
- Guido Reybrouck
- Wilfried Reybrouck
- Yvonne Reynders
- Vicente Reynés
- Michele Rezzani
- Dante Rezze

## Ri
- Nuno Ribeiro
- Christophe Riblon
- Mario Ricci
- Bernardo Riccio
- Matthew Riccitello
- Riccardo Riccò (de Cobra)
- Michael Rich
- Richard Trinkler
- Pascal Richard
- Evie Richards
- Alfred Richeux
- Jean-Michel Richeux
- Maximiliano Richeze
- Albert Richter
- Jonas Rickaert
- Marco Righetto
- Daniele Righi
- Elia Rigotto
- Bjarne Riis
- Sarah Rijkes
- Maud Rijnbeek
- Oliverio Rincón
- Christophe Rinero
- Augustin Ringeval
- Henry Rinklin
- Martin Riška
- Jenny Rissveds
- Albert Ritserveldt
- Martina Ritter
- Ole Ritter
- Martin Rittsel
- Coryn Rivera
- Roger Rivière

## Ro
- Amy Roberts
- Luke Roberts
- Jean Robic (Biquet)
- Jean-Cyril Robin
- David Robinson
- Lawrence Roche
- Nicolas Roche
- Stephen Roche
- Orlando Rodrigues
- Quintino Rodrigues
- Carlos Rodríguez
- Delio Rodríguez
- Emilio Rodríguez
- Fred Rodriguez
- Jackson Rodríguez
- Joaquim Rodríguez
- Martín Emilio Rodríguez
- Sofia Rodríguez
- Jürgen Roelandts
- Dominik Roels
- Louis Roels
- Bert Roesems
- Michael Rogers
- Peter Rogers
- Emiel Rogiers
- Radoslav Rogina
- Marcel Rohrbach
- Thomas Rohregger
- Chiara Reghini
- José Joaquín Rojas
- Juan Carlos Rojas
- Anthony Rokia
- Thijs Roks
- Bob Roll
- Antonin Rolland
- Pierre Rolland
- Dominique Rollin
- Clément Roman
- Radosław Romanik
- Tony Rominger
- Fred Rompelberg
- Diego Ronchini
- Abelardo Rondón
- Georges Ronsse
- Peter Ronsse
- Jo de Roo
- Christoph Roodhooft
- Theo de Rooij
- Pauliena Rooijakkers
- Piet Rooijakkers
- Sofie van Rooijen
- Steven Rooks
- Luc Roosen
- Eddie Root
- Elsbeth van Rooy-Vink
- Fabio Roscioli
- Ruby Roseman-Gannon
- Jesús Rosendo
- Roger Rosiers
- Paolo Rosola
- Beatrice Rossato
- André Rosseel
- Sébastien Rosseler
- Stéphane Rossetto
- Enrico Rossi
- Jules Rossi
- Jean Rossius
- Petra Rossner
- Louis Rostollan
- Jean Roth
- Christa Rothenburger
- Balázs Rothmer
- Hayden Roulston
- Didier Rous
- Marion Rousse
- Nicolas Rousseau
- Anthony Roux
- Laurent Roux
- Charly Rouxel
- Ivan Rovny
- Jérémy Roy
- Sarah Roy
- Dana Rožlapa

## Ru
- Miguel Ángel Rubiano
- José Luis Rubiera (Chechu)
- Dariusz Rudnicki
- Bartosz Rudyk
- Gérard Rué
- Noemi Rüegg
- Vittoria Ruffilli
- Gerrit van de Ruit
- Wim de Ruiter
- Pello Ruiz Cabestany
- José Ruiz
- Bernardo Ruiz
- José Rujano
- Raimondas Rumšas
- Faustino Rupérez
- Marco Rusconi
- Saulius Ruškys
- Matthias Russ
- Marek Rutkiewicz
- Niki Rüttimann
- Rob Ruijgh
- Wim de Ruyter

## Ry
- Tetyana Ryabchenko
- Alexis Ryan
- Kaja Rysz

A · B · C · D · E · F · G · H · I · J · K · L · M · N · O · P · Q · R · S · T · U · V · W · X · Y · Z